# Селяховське
Селяховське (пол. Sielachowskie) — село в Польщі, у гміні Васильків Білостоцького повіту Підляського воєводства.
Населення — 126 осіб (2011).
У 1975-1998 роках село належало до Білостоцького воєводства.

## Демографія
Демографічна структура станом на 31 березня 2011 року:
|          | Загалом | Допрацездатний вік | Працездатний вік | Постпрацездатний вік |
| -------- | ------- | ------------------ | ---------------- | -------------------- |
| Чоловіки | 62      | 11                 | 43               | 8                    |
| Жінки    | 64      | 8                  | 43               | 13                   |
| Разом    | 126     | 19                 | 86               | 21                   |